# Valle kommun
Valle kommun (norska: Valle kommune) är en kommun i landskapet Setesdal i Agder fylke i södra Norge. Kommunens centralort är kyrkbyn Valle.

## Administrativ historik
Valle kommun bildades likt andra norska kommuner på 1830-talet och omfattade då även dagens Bykle kommun. 1902 delades kommunen och Bykle blev egen kommun. 1912 delades Valle kommun igen och Hylestads kommun bildades. 1962 slogs Hylestads och Valle kommuner samman igen.

## Tätorter
I Valle kommun finns inga tätorter. Centralorten Valle har tidigare räknats som en tätort men uppfyller inte längre kriterierna.

## Socknar
Inom Norska kyrkan motsvaras Valle kommun av Valle og Hylestads socken i Otredals prosteri i Agder og Telemarks stift.

## Bilder

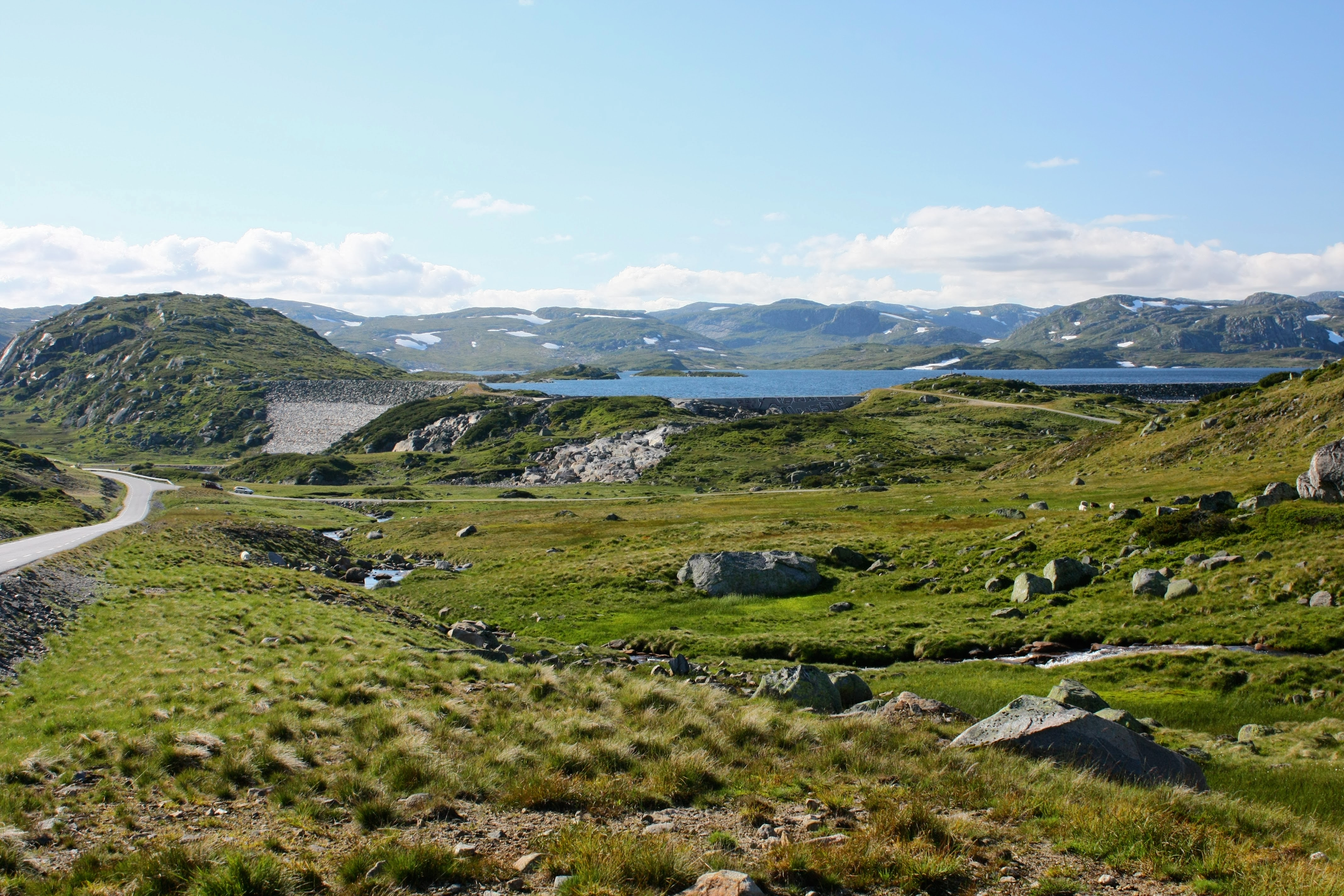
Vy mot den uppdämda sjön Rosskreppfjorden.
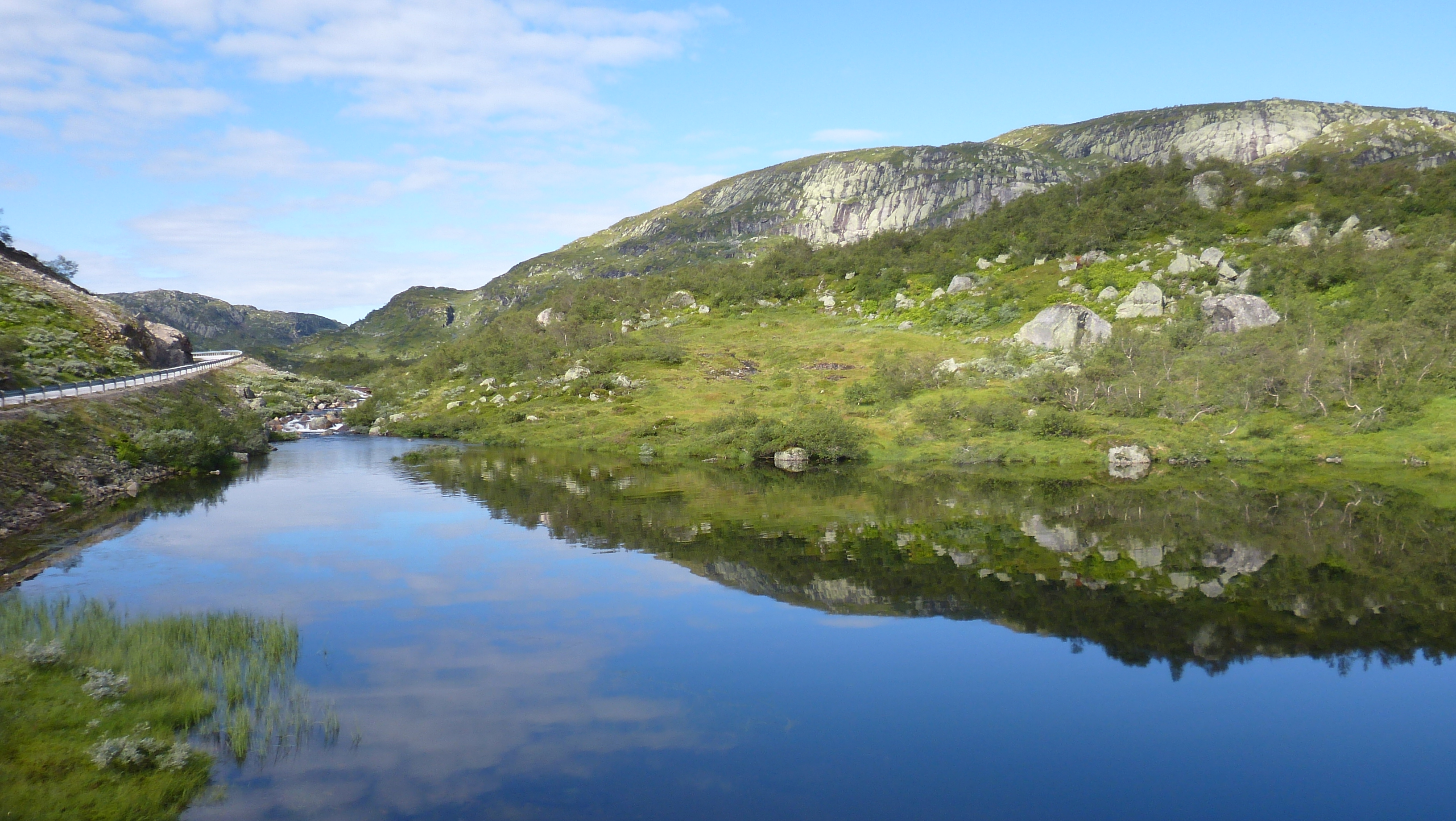
Sjön Myklevatnet.
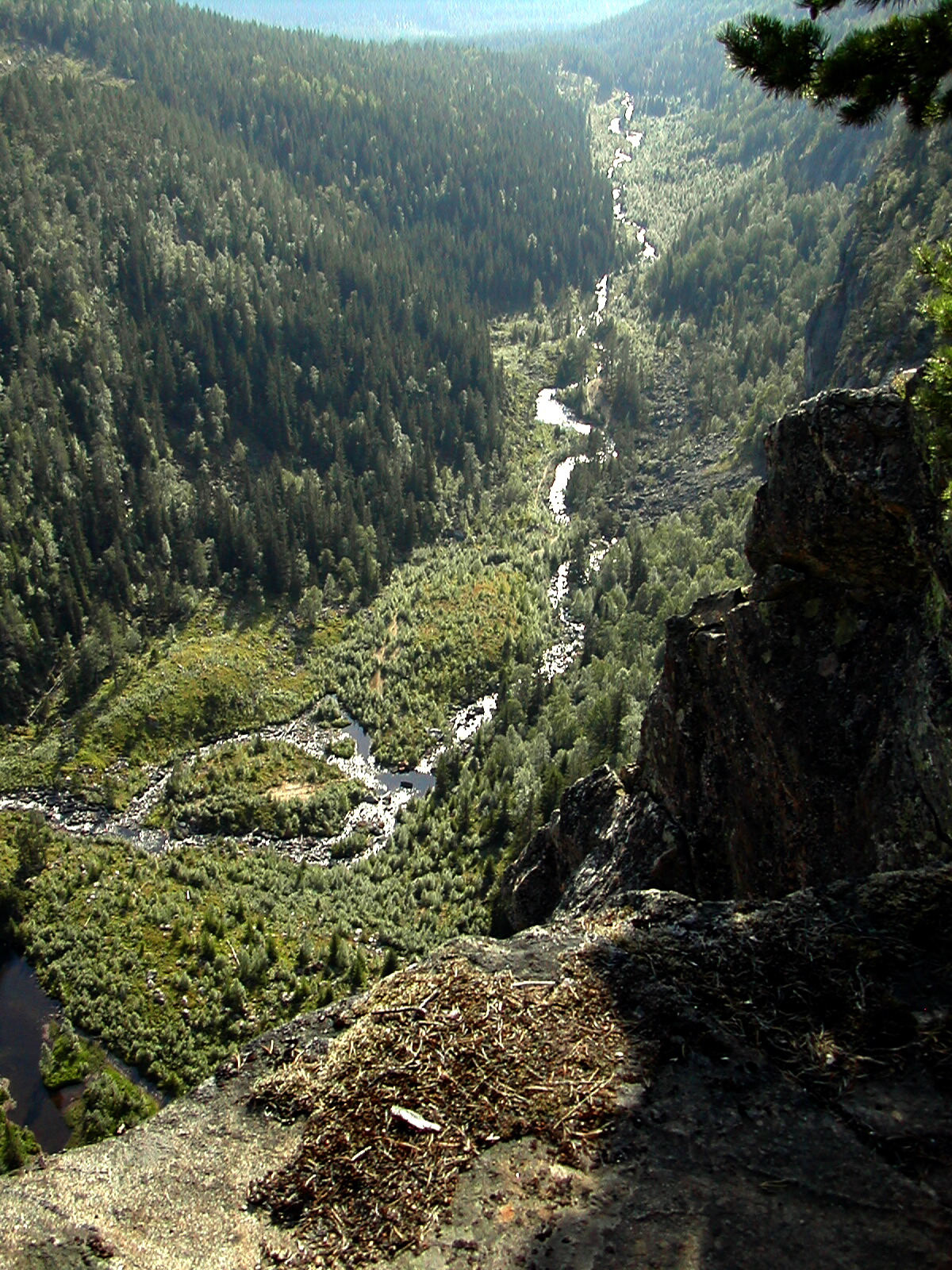
Ravinen Veiåjuvet.